# Mana (músico)
Mana (マナ?) (Hiroshima, Japón, 19 de marzo de 1969) es un músico, compositor, diseñador, modelo y productor japonés, conocido por haber sido cofundador y guitarrista de la influyente banda rock visual kei Malice Mizer de 1992 a 2001. En 1999 fundó la casa de moda Moi-même-Moitié con la que ha logrado popularizar el movimiento gothic lolita. En 2002, después de la separación de Malice Mizer, formó la banda de metal gótico Moi dix Mois y produjo el debut del dúo de música electrónica visual kei Schwarz Stein. En 2008, Mana produjo el debut de la cantante y chelista japonesa Kanon Wakeshima y sus dos primeros álbumes en los años 2009 y 2010.

## Biografía
Mana nació el 19 de marzo en Hiroshima. A una edad temprana, sus padres, quienes eran profesores de música, lo introdujeron a la música clásica. Inspirado por Mötley Crüe comenzó a componer música cuando estaba en la escuela secundaria y aprendió a tocar la batería inspirado por  Tommy Lee, también ha declarado estar influenciado principalmente por la cultura francesa, y la cantante canadiense de pop francés Mylène Farmer. De adolescente tenía aversión a todas las cosas "femeninas" y se describía a sí mismo como un "macho" con una actitud destructiva. Su nombre artístico es escrito ocasionalmente con el kanji   (魔名 "nombre maligno" o "nombre del diablo"?). Sus fanáticos se refieren a él como  Mana-sama (Mana様?).
En noviembre de 1999 ganó el 4º premio especial de Nail Queen, una competencia sobre el cuidado y la mejor decoración de las uñas.
En enero de 2011 fue invitado a participar como columnista en el magazín de videojuegos Game Lab y en 2016 editó una edición especial compilatoria de todas sus columnas.

## Carrera musical

### 1986-1992: pre-Malice Mizer
Su primera banda conocida fue el grupo underground Ves.tearge en 1986, y más tarde se unió al grupo punk が～る'e (Girl'e?), que estuvo activo desde 1988 hasta 1989. Fue conocido tanto en Ves.tearge como en Girl'e con el sobrenombre de Serina, y también fue guitarrista de ambas bandas. Comenzó a descubrir su "lado femenino" durante este período y comenzó a evitar los estándares sociales de género. En 1990 se unió a 摩天楼 (Matenrō?) como bajista, una banda de rock gótico  en la que también fue miembro el guitarrista Közi, en esta banda empezó a desarrollar un sonido similar al que luego tendría Malice Mizer. Matenrō se separó a finales de abril de 1992.

### 1992-2001: Malice Mizer
En agosto de 1992 después de abandonar Matenrō, Mana y Közi fundaron la banda de rock visual kei Malice Mizer. Mana era el guitarrista principal de la banda, compositor principal, coreógrafo y director artístico general. La banda contó con el apoyo del sello de música indie, Midi:Nette, con el que se publicó la mayor parte del trabajo de la banda. En 1997 después de haber logrado reconocimiento Malice Mizer firmó con el sello Nippon Columbia para la producción de su tercer álbum merveilles, publicado en marzo de 1998, con el que alcanzaron una gran fama y la cúspide de su carrera, siendo reconocidos como uno de los grandes del visual kei. Después de nueve años de carrera la banda se separó en diciembre de 2001 dejando un mensaje de despedida en su página web. En septiembre de 2018 Malice Mizer tuvo una reunión oficial para celebrar su 25 aniversario y rendir tributo a la memoria de Kami, quien fue baterista de la banda y falleció en 1999. Al evento fueron invitados a participar músicos cercanos a la banda, entre ellos Kamijo como vocalista y Sakura como baterista.

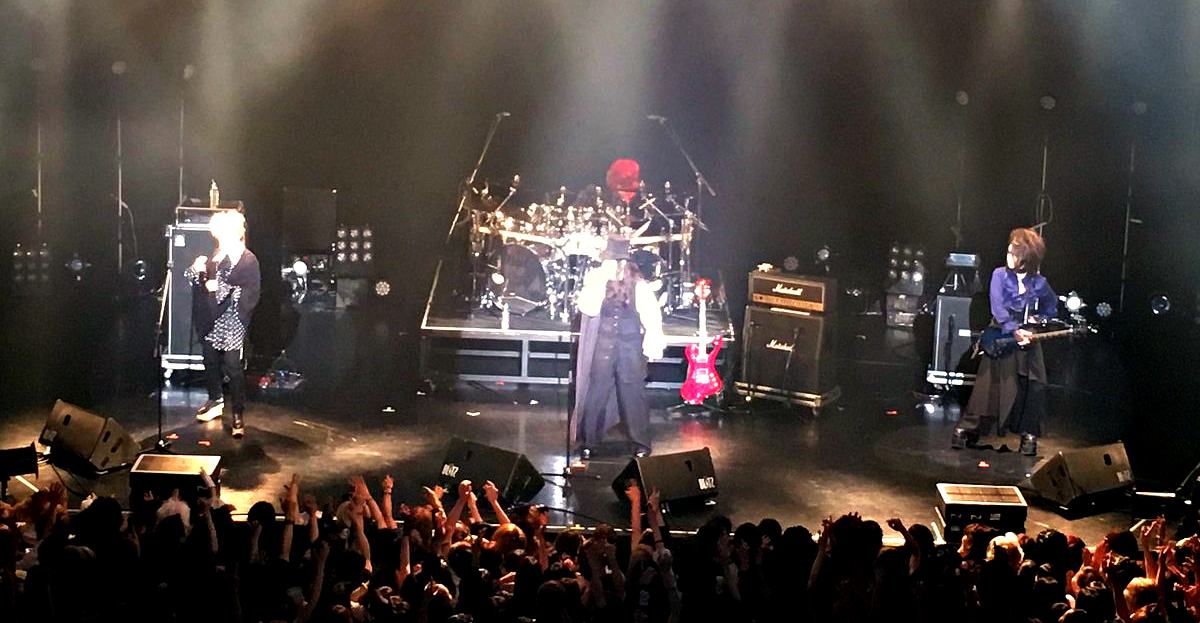
Mana (a la derecha) acompañado por Yu~Ki (centro) y Közi (izquierda) durante una reunión de Malice Mizer en 2016.

### 2002-presente: Moi dix Mois
En marzo de 2002 Mana fundó su proyecto en solitario, Moi dix Mois, una banda de metal gótico visual kei, Moi dix Mois en francés significa literalmente "mis diez meses" refiriéndose a los diez meses del embarazo en calendario lunar.
Mana ha declarado ser el único miembro permanente, así como el único compositor y letrista. La marca de ropa de Mana, Moi-même-Moitié, es la encargada de diseñar el vestuario que utilizan los miembros del proyecto para presentaciones en vivo y sesiones de fotos. En julio de 2004 el club oficial de fanáticos de Mana abrió al extranjero, algo que no es usual entre artistas japoneses, seguido de la publicación de su música en el Europa. En marzo de 2005 logró internacionalizar su carrera al celebrar una gira con Moi dix Mois en Alemania y Francia. En julio de 2009 Moi dix Mois actuó por primera vez en Estados Unidos, siendo invitados de honor en el Anime Expo 2009. En abril de 2012 el proyecto regresó a Estados Unidos acompañado por Kanon Wakeshima para el Sakura-Con 2012. En julio anunciaron su primera gira por Latinoamérica, como parte de una serie de conciertos por la celebración del décimo aniversario del proyecto, pero la gira fue cancelada debido a problemas logísticos.

## Carrera empresarial

### Moi-même-Moitié
En 1999, Mana crea su propia marca de moda, Moi-même-Moitié, que presenta 2 líneas de diseño llamadas Elegant Gothic Lolita y Elegant Gothic Aristocrat. La marca pronto estableció una de las más amplias coberturas en el movimiento de moda japonés Gothic Lolita. Mana continua apareciendo regularmente en la publicación más conocida de este movimiento, la Gothic & Lolita Bible (publicación destinada a las jóvenes japonesas que siguen la corriente de moda Lolita), modelando sus propios diseños y dando información sobre sus otros proyectos.

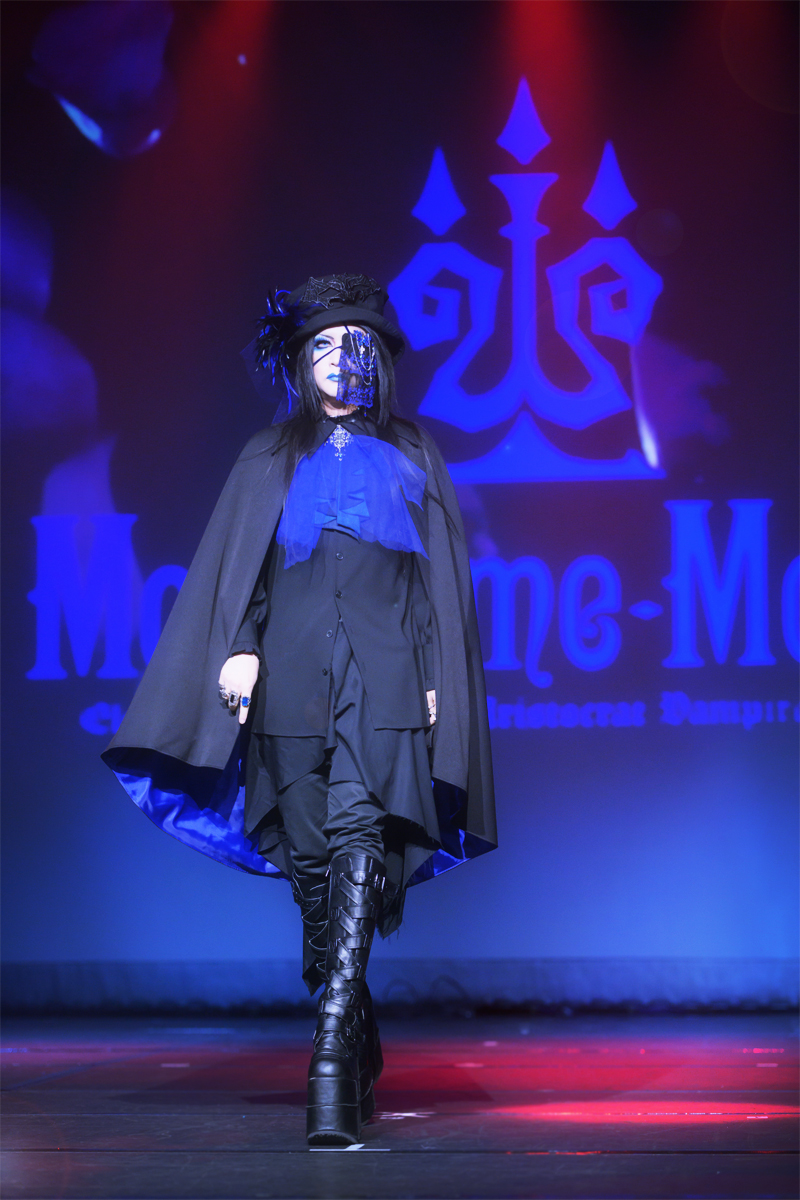
Mana desfilando para Moi-même-Moitié en 2019.

### Schwarz Stein
En 2002, Mana firmó con el dúo Electro Dark Schwarz Stein para producirlos en Midi:Nette. A pesar de su gran éxito el dúo se separó en marzo de 2004, y desde entonces busca bandas para firmar y producir.

## Cronología
- Ves.tearge – Batería (secundaria) (1986–1987)
- Girl'e (が～る'e?) – Guitarra, sintetizador (1988–1990)
- Matenrō (摩天楼?) – Bajo (1990–1992)
- Malice Mizer – Guitarra, sintetizador (1992–2001)
- Moi dix Mois – Guitarra, programador (2002–presente)

### Músico de sesión
- Art Marju Duchain – Guitarra (1996)
- Mana's Not Dead – Batería (2007)
- Schwarz Stein 15th Anniversary – Guitarra, teclado (2017)

## Discografía

### Con Girl'e
- c. 1989: Girl'e I [n. 1]

### Con matenrō
- c. 1992: Nervous Night [n. 2]

### Con Malice Mizer
- 1994: memoire DX
- 1996: voyage
- 1998: merveilles
- 2000: bara no seidō

### Con Moi dix Mois
- 2003: Dix Infernal
- 2004: Nocturnal Opera
- 2006: Beyond the Gate
- 2007: Dixanadu
- 2010: D+Sect